# داف غولدمان
داف غولدمان (بالإنجليزية: Duff Goldman)‏ هو طاهي أمريكي، ولد في 17 ديسمبر 1974 في ديترويت في الولايات المتحدة.

## وصلات خارجية
- الموقع الرسمي
- داف غولدمان على موقع IMDb (الإنجليزية)
- داف غولدمان على موقع ميوزك برينز (الإنجليزية)
- داف غولدمان على موقع إن إن دي بي (الإنجليزية)
- داف غولدمان على موقع قاعدة بيانات الفيلم (الإنجليزية)